# جيورج ميلس
جيورج ميلس (بالإنجليزية: George Mells)‏ (23 مايو 1997 بملبورن في أستراليا - ) هو لاعب كرة قدم أسترالي في مركز الوسط. شارك مع منتخب اليونان تحت 17 سنة لكرة القدم ومنتخب أستراليا تحت 17 سنة لكرة القدم ومنتخب أستراليا تحت 20 سنة لكرة القدم.

## وصلات خارجية
- جيورج ميلس على موقع قاعدة بيانات كرة القدم.إي يو (الإنجليزية)
- جيورج ميلس على موقع Soccerway.com (الإنجليزية)